# 珠兰乡
珠兰乡，是中华人民共和国江西省赣州市会昌县下辖的一个乡镇级行政单位。

## 行政区划
珠兰乡下辖以下地区：
珠兰社区、珠兰村、河陂村、龙车村、狮寨村、祠堂下村、雁湖村、怀仁村、杉坑村、大西坝村、南磜村、上照村、下照村和迳口村。